# Ophiocreas mortenseni
Ophiocreas mortenseni is een slangster uit de familie Asteroschematidae.
De wetenschappelijke naam van de soort werd in 1930 gepubliceerd door René Koehler.